# Brisque (jogo)
Brisque é um jogo de cartas francês do século XVIII, de ás-dez, para dois jogadores, jogado com um baralho de 32 cartas. É membro do grupo de jogos de casamento, em que o "casamento" de um rei e uma Dama rende um bônus. 

## História
Brisque provavelmente derivou de Brusquembille que, por sua vez, originou-se de Mariage (jogo de cartas, o progenitor da família Marriage de jogos de cartas. As primeiras regras para Brisque aparecem em um dicionário francês-latim de 1752, que sugere que é uma versão anterior e mais simples do Briscan, um jogo altamente elaborado com uma gama muito maior de declarações. No entanto, de acordo com Philippe Lalanne, quase todas as fontes ignoraram a fonte do dicionário de 1752 e seguiram La Plus Nouvelle Académie Universelles des Jeux do mesmo ano, que equipara Brisque a Brusquembille e Mariage.
Enquanto isso, o Brisque começou a substituir seus predecessores na França no final do século XVIII.

## Nome
O nome Brisque é provavelmente um diminutivo de 'Brisquembille', um antigo nome alternativo para Brusquembille. 

## Regras
As regras a seguir são baseadas em Lalanne, exceto onde indicado. O jogo é jogado com um baralho de Piquet, ou seja, 32 artas do naipe francês que possuem a classificação e os valores usuais dos jogos de ás-dez. Existem os quatro naipes usuais: paus, espadas, copas e ouros. 
Há dois jogadores e o primeiro desafiante é escolhido ao se comprar  cartas do maço com cartas do viradas para baixo- aquele com a carta mais altas . Os jogadores recebem seis cartas cada e o desafiante coloca as demais viradas para baixo em um lado como maço. A décima terceira carta é virada e colocada sob o maço firada perpendicularmente e ângulo reto com ele, de modo que fique parcialmente visível. O naipe desta carta se torna o trunfo.
O jogador que não for o dealer lidera a primeira vaza e, enquanto houver um talon, os jogadores podem jogar qualquer carta. A vaza é vencida pelo trunfo mais alto jogado ou pela carta mais alta do naipe inicial, caso nenhum trunfo tenha sido jogado. O vencedor da vaza coleta a vaza; cada jogador compra a próxima carta do talon, o vencedor da vaza primeiro. O vencedor da vaza então lidera a próxima vaza. Uma vez esgotado o talão, os jogadores devem seguir o naipe se possível e ultrapassar seu valor também se possível. Se não puderem seguir o naipe, devem usar o trunfo. 
Um jogador com o trunfo 7 pode trocar cartas pelo trunfo  virado a qualquer momento, inclusive durante a última retirada do maçp central (Esse  recurso está ausente no Brusquembille).

Um 'casamento' do Rei e da Rainha de Paus

Durante o jogo, os jogadores podem declarar as seguintes combinações na mão e marcar pontos para elas: 
- Casamento: Rei e Dama do mesmo naipe – 20 pontos, ou 40 se em trunfos.
- Quatro Reis ou Quatro Damas: ganha a mão imediatamente, sem mais jogadas. As cartas usadas para um Casamento podem ser usadas para Quatro Reis ou Quatro Damas.

O vencedor da última vaza marca 10 pontos. 
Ao final da mão, os pontos nas cartas são adicionados aos pontos das declarações. O jogo tem, por exemplo, 300 ou 500 pontos e pode consistir em várias mãos. 

## Petite Brisque
Fontes do início do século XIX também registram um jogo não relacionado chamado Petite Brisque. Este é um jogo de duas mãos, de vaza simples em que os jogadores recebem cinco cartas cada, sendo a próxima virada para o trunfo. Não há declarações e, desde o início, os jogadores devem seguir o naipe, se puderem, ou o trunfo, se não puderem. O vencedor é aquele com mais vazas. O 7 de trunfo pode ser trocado com a virada. 